# Age of Empires II: The Forgotten
Age of Empires II: The Forgotten, egentligen Age of Empires II HD: The Forgotten, är den andra expansionen till spelet Age of Empires II: The Age of Kings och den första expansionen för Age of Empires II: HD Edition. Expansionen släpptes efter mer än ett decennium från föregångaren The Conquerors, och kräver HD Edition för att kunna spelas. Speltiteln The Forgotten är uppkallad efter en inofficiell spelmodifikation med namnet Forgotten Empires. Expansionen utvecklades av de som skapade den inofficiella modifikationen tillsammans med Skybox Labs i Vancouver.
The Forgotten har infört fem nya civilisationer som är italienare, indier, slaver, ungrare och inkaindianer. Ytterligare finns sju nya kampanjer, nya enheter, ny teknik, nya spellägen, nya kartor, förbättrad artificiell intelligens och andra justeringar för spelupplevelsen.

## Förändringar och spelupplägg
The Forgotten har introducerat flera nya spelfunktioner och justeringar, till exempel de nya spellägena "Capture the Relic" (svenska: Fånga reliken) och "Treaty" (Traktat). Nya kartor har lagts till där kartans eventuella storlekar har ökats till fyra gånger större än den tidigare största. Enhetsgränsen har också ökats från 200 till 500. Det finns även över 30 nya tekniker och 9 nya enheter. Egna skapelser är nu möjlig via Steam Workshop. Den artificiella intelligensen har förbättrats av just tävlingsspelare.

### Kampanjer
The Forgotten har sju nya kampanjer som delvis bygger på historiska händelser.
Lista på samtliga scenarier eller uppdrag under respektive kampanj.
- Alaric: Alarik I, kung av goterna, som kämpar för att erövra Rom.
  1. All Roads Lead to a Besieged City
  2. Legionaries on the Horizon!
  3. Emperor of the West
  4. The Sack of Rome

- Sforza: Under 1400-talets Italien erbjuder Francesco I Sforza sina tjänster för den högstbjudande, för att slutligen bli hertig av Milano.
  1. An End and a Beginning
  2. O Fortuna
  3. The Hand of a Daughter
  4. The Ambrosian Republic
  5. A New Duke of Milan

- Bari: Kampanjen utspelar sig i den italienska staden Bari. Det är en berättelse om en grekisk familj och tvister mellan saracener, bysantiner och normander.
  1. Arrival at Bari
  2. The Rebellion of Melus
  3. The Great Siege

- Dracula: Handlar om Vlad III Dracula och hans motstånd mot osmanska riket.
  1. The Dragon Spreads His Wings
  2. The Return of the Dragon
  3. The Breath of the Dragon
  4. The Moon Rises
  5. The Night Falls

- El Dorado: Francisco de Orellana och Gonzalo Pizarro går på jakt efter Eldorado, den legendariska staden av guld som tros ligga gömd någonstans i Amazonas regnskog.
  1. Tales of La Canela
  2. The Split
  3. The Amazones
  4. The Cannibals

- Prithviraj: Den nye kungen Prithvi Raj Chauhan är fast besluten om att förena alla Rajputklaner som annars håller på att splittra Indien.
  1. A Promising Warrior
  2. The Digvijaya
  3. The Elopement
  4. Battles of Tarain

- Battles of the Forgotten: En serie av åtta individuella scenarier som är oberoende av varandra och mindre kända i historien.
  1. Bukhara (557) – Slaget vid Bukhara.
  2. Dos Pilas (648) – Spelaren tar över staden Dos Pilas och får skydda den mot Calakmul.
  3. York (865) – Beskriver en vikingaplundring i Britannien.
  4. Honfoglalás (895) – Ungersk erövring av Donaubäckenet.
  5. Langshan Jiang (919) – Slaget vid Langshan Jiang.
  6. Kurikara (1183) – Slaget vid Kurikara.
  7. Cyprus (1191) – Rikard I Lejonhjärtas invasion av Cypern under det tredje korståget.
  8. Bapheus (1302) – Slaget vid Bapheus.

### Flerspelarläge
Flerspelarläge stöds via Steam. The Forgotten har ett läge som heter "observer" (observatör), vilket möjliggör åskådare att titta på flerspelarlägesmatcher direkt. Det finns också möjlighet till att direktsänt videoströmma via Twitch.

## Efter utgivningen
Under april 2015 meddelade Microsoft att en ny programfix, men även ett nytt nedladdningsbart innehåll som uppföljning till The Forgotten, var under utveckling. Det nya nedladdningsbara innehållet (vilket blev en expansion) kommer att innehålla funktioner som nya civilisationer, kampanjer, spellägen och enheter. Denna expansion blev The African Kingdoms.